# Leggenda della primavera
Leggenda della primavera è un film del 1941 diretto da Giorgio Walter Chili. È il primo film di Chili, autore, oltre che della regia, anche di soggetto e sceneggiatura.

## Produzione
Seleziona anche brani musicali di Bach, Gounod, Grieg per il commento sonoro della pellicola.
La scenografia è di Paolo F. Volta e Mirko Vucetich; la fotografia è curata da Carlo Nebiolo, Furio e Spartaco Maggi.
La trama trae spunto dal mito di Ade, Persefone e Demetra; ne sono interpreti Lucio Antonelli, Carlo Duse, Amedeo Trilli, Ugo Sasso, Loretta Vinci. Le notizie reperite da Roberto Chiti ed Enrico Lancia su questo lavoro d'esordio sono assai scarne, desunte dal settimanale “Film” dell'epoca che ne dà notizia in occasione delle riprese, menzionandone cast artistico e personale tecnico (R. Chiti, E. Lancia, Dizionario del cinema italiano. I film vol. 1. Tutti i film italiani dal 1930 al 1944, nuova edizione riveduta e aggiornata a cura di E. Lancia, Gremese editore, Roma 2005, sub voce, pag. 194).